# Marx Dormoy

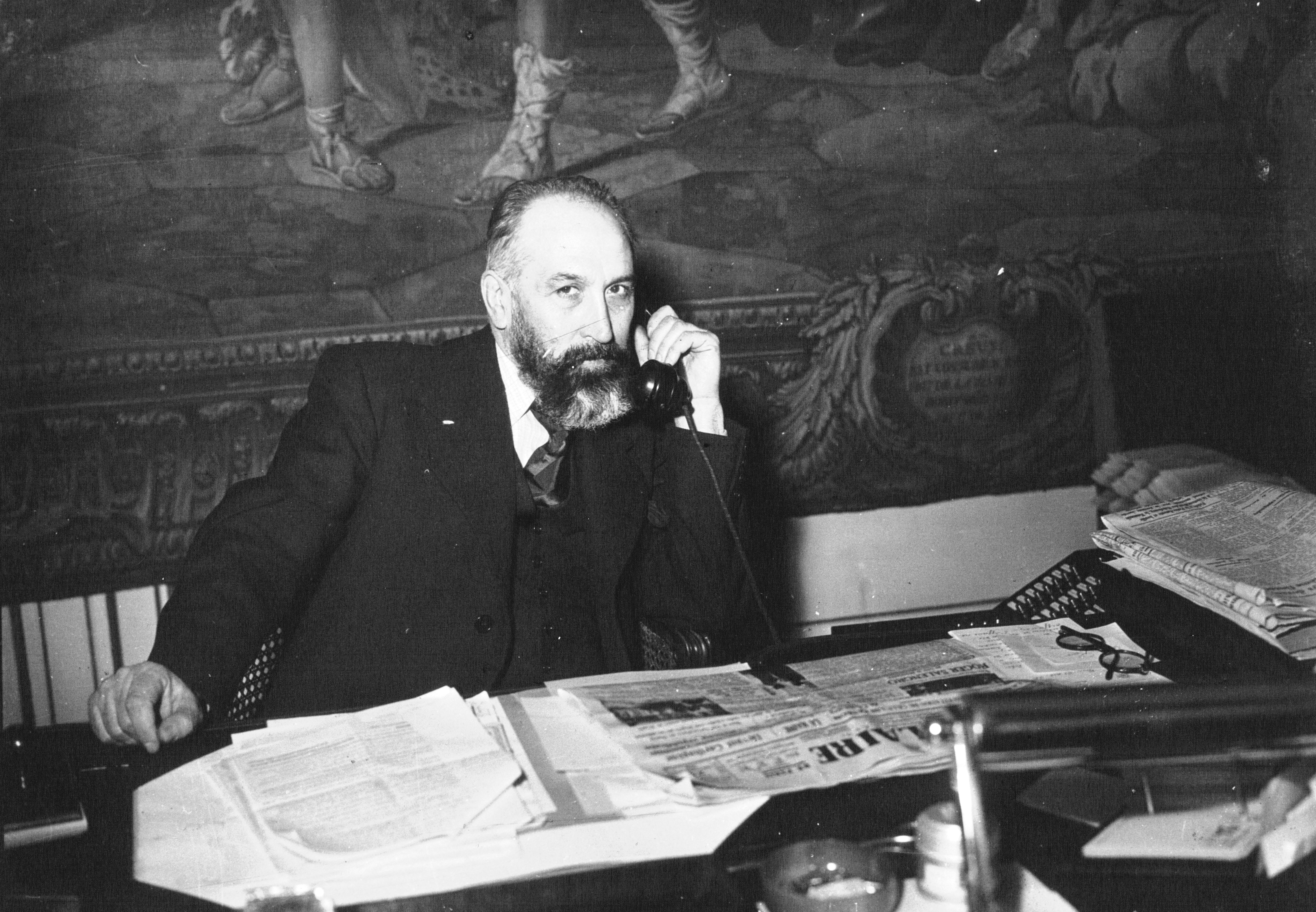
Marx Dormoy (1936)

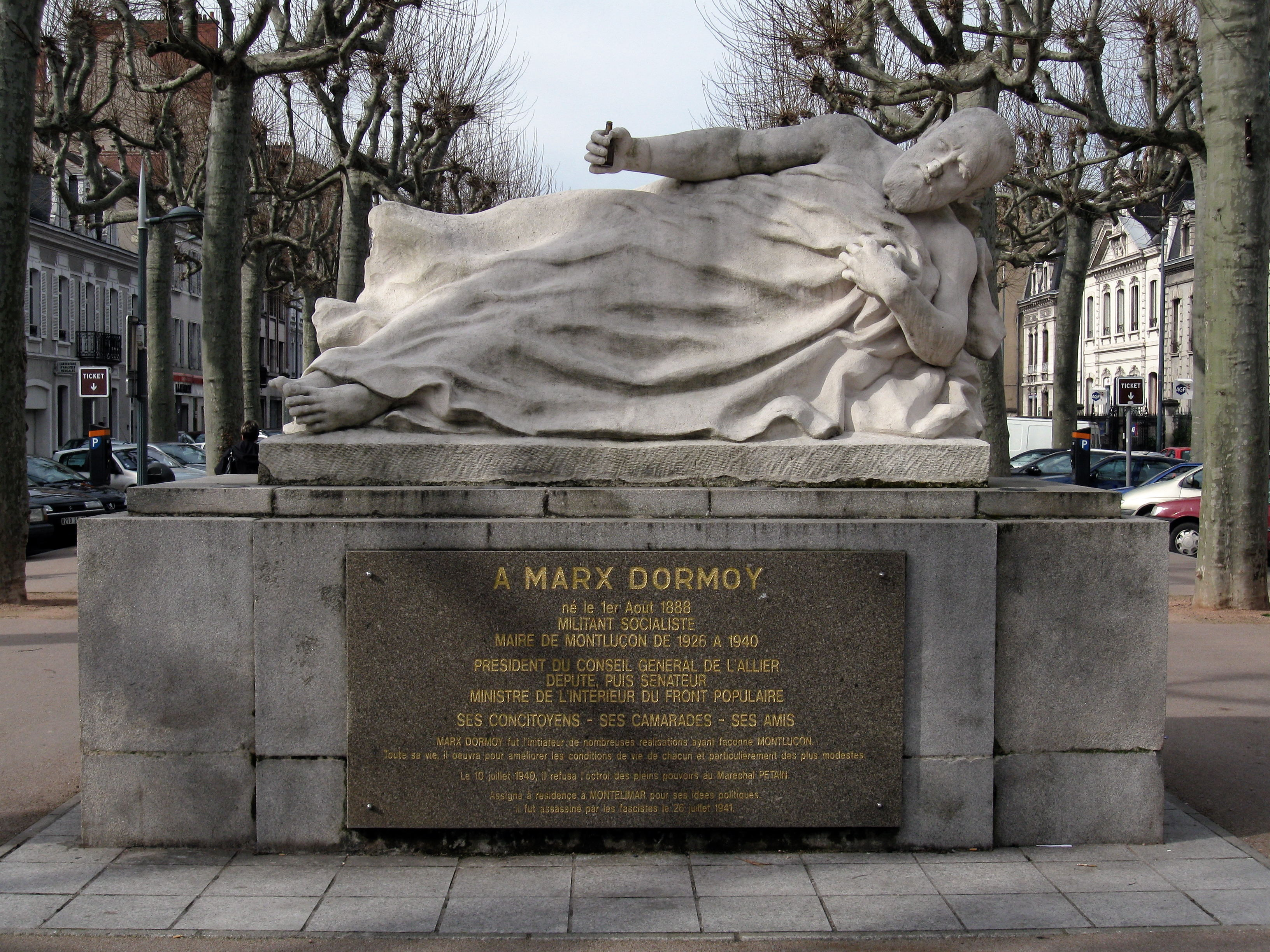
Denkmal in Montluçon

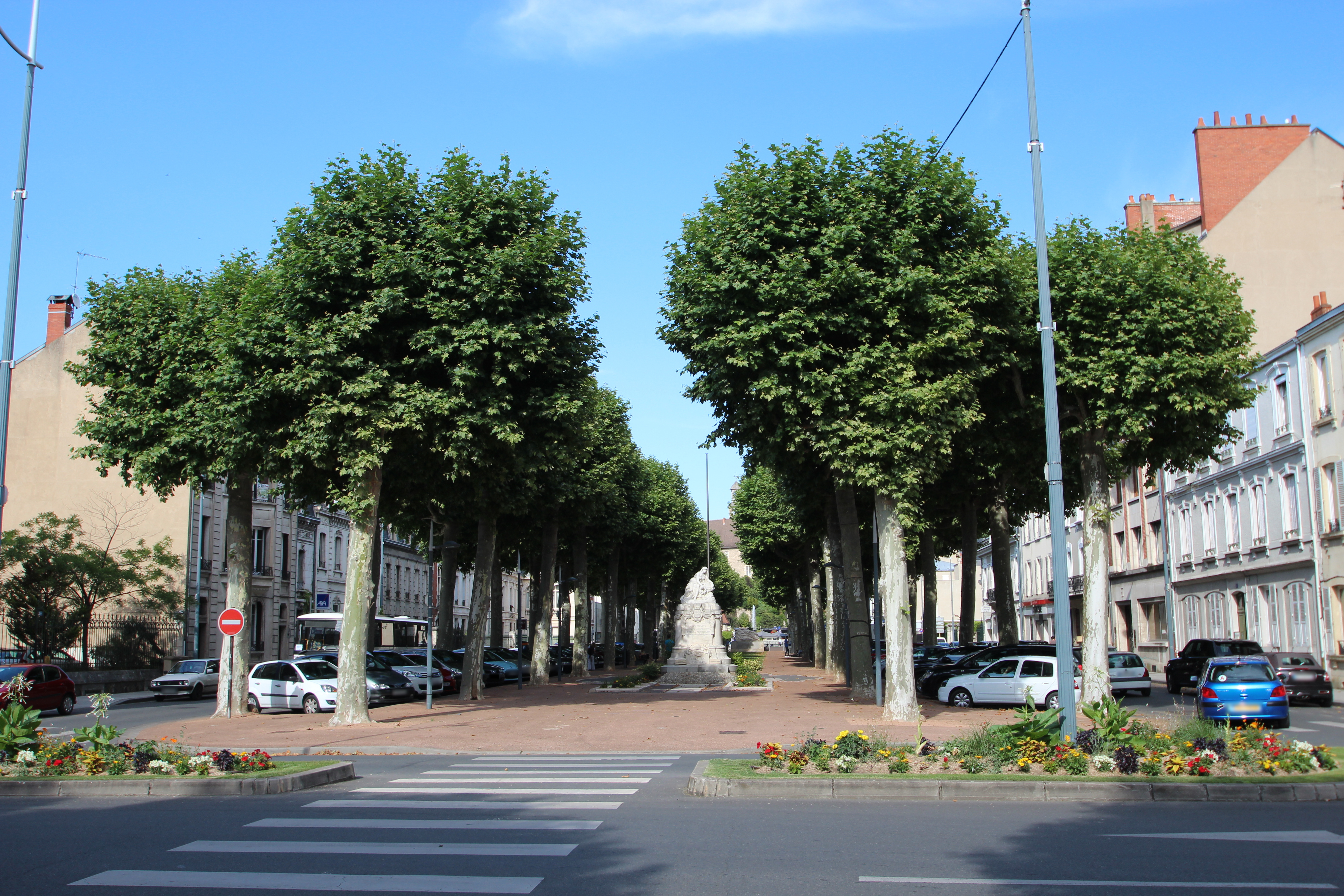
Avenue Marx-Dormoy (Montluçon)

Marx Dormoy (* 1. August 1888 in Montluçon, Allier; † 26. Juli 1941 in Montélimar, Drôme) war ein französischer sozialistischer Politiker.

## Leben
Er war der Sohn von Jean Dormoy, einem der Gründer der sozialistischen Bewegung in Frankreich und erstem Bürgermeister der Arbeitergemeinde Montluçon. Nach seinem Militärdienst in Algerien und im Ersten Weltkrieg wird er Handelsvertreter und 1919 Abgeordneter der sozialistischen Partei (SFIO), zunächst auf lokaler Ebene, ab 1931 dann in der Nationalversammlung. 1936 tritt er als Nachfolger von Roger Salengro nach dessen Selbstmord als Innenminister der Volksfrontregierung unter Léon Blum bei; ein Amt, das er auch in zwei weiteren Regierungen innehatte.
Bekannt wurde er insbesondere für seinen Kampf gegen faschistische Bewegungen im Ausland und in Frankreich selbst, so deckte er die Verschwörung der rechtsextremen Geheimorganisation Cagoule auf. Nach seinem Ausscheiden aus der Regierung wurde er 1938 zum Senator gewählt.
Dormoy stimmte 1940 als einer von 80 Abgeordneten gegen die erweiterten Vollmachten für Marschall Pétain. Kurze Zeit später wurde er als Bürgermeister von Montluçon abgesetzt und inhaftiert. In der Nacht des 26. Juli 1941 wurde Dormoy in seinem Hotelzimmer von den ehemaligen Cagoule-Mitgliedern Maurice Marbach, Yves Moynier und Horace Vaillant (unter Beihilfe der Schauspielerin Annie Mourraille) mit einer Zeitbombe ermordet. Vaillant starb wenige Tage später bei einem weiteren Attentat durch die eigene Bombe; die anderen wurden verhaftet. Die Auftraggeber des Attentats blieben unbekannt. Die Täter wurden nie vor Gericht gestellt. Sie wurden 1943 von der deutschen Armee aus dem Gefängnis befreit.
Nach dem Kriegsende und der Befreiung von der deutschen Besatzung wurde er feierlich beigesetzt. Heute ist die Hauptstraße seines Heimatortes nach ihm benannt sowie weitere Straßen in Paris und zahlreichen anderen Städten wie beispielsweise der Place Marx Dormoy in Moulins. In Montluçon wurde ein Denkmal für ihn errichtet.
Er wurde postum mit der Citation à l'ordre de la Nation und der Médaille de la Résistance geehrt.